# Пархоменко (Крым)
Пархо́менко (до 1948 года Джелаи́р Тата́рский; укр. Пархоменко, крымскотат. Tatar Calayır, Татар Джалайыр) — исчезнувшее село в Первомайском районе Республики Крым, располагавшееся на северо-западе района, в степной части Крыма, в балке, впадающей слева в реку Самарчик. Находилось примерно в 2 километрах юго-восточнее села Крыловка.

### Динамика численности населения
| - 1805 год — 90 чел. - 1864 год — 77 чел. - 1889 год — 42 чел. - 1892 год — 14 чел. | - 1900 год — 52 чел. - 1915 год — 73 чел. - 1926 год — 78 чел. - 1939 год — 110 чел. |

## История
Первое упоминание деревни Джеляирли встречается в «Книге путешествий» Эвлии Челеби под 1667 годом. Следующее упоминание о селении содержится в Камеральном Описании Крыма… 1784 года, судя по которому, в последний период Крымского ханства Джалаир входил в Самарчик кадылык Перекопского каймаканства. После присоединения Крыма к Российской империи (8) 19 апреля 1783 года, (8) 19 февраля 1784 года, именным указом Екатерины II сенату, на территории бывшего Крымского ханства была образована Таврическая область и деревня была приписана к Евпаторийскому уезду. После павловских реформ, с 1796 по 1802 год входила в Акмечетский уезд Новороссийской губернии. По новому административному делению, после создания 8 (20) октября 1802 года Таврической губернии, Джелаир был определён центром Джелаирской волости Евпаторийского уезда.
По Ведомости о волостях и селениях, в Евпаторийском уезде с показанием числа дворов и душ… от 19 апреля 1806 года в деревне Джелаир числилось 12 дворов, 83 крымских татарина и 7 ясыров. На военно-топографической карте генерал-майора Мухина 1817 года деревня Джелаир обозначена также с 12 дворами. После реформы волостного деления 1829 года Джалаир, согласно «Ведомости о казённых волостях Таврической губернии 1829 года», отнесли к Атайской волости (переименованной из Джелаирской). На карте 1836 года в деревне 19 дворов. На карте 1842 года обозначены уже развалины деревни Джалаир — видимо, вследствие эмиграции крымских татар в Турцию, деревня опустела.
В 1860-х годах, после земской реформы Александра II, деревню приписали к Биюк-Асской волости. Согласно «Памятной книжке Таврической губернии за 1867 год», деревня была покинута жителями вследствие эмиграции 1860—1866 годов (особенно массовой после Крымской войны 1853—1856 годов), а затем вновь заселена татарами под тем же названием. В «Списке населённых мест Таврической губернии по сведениям 1864 года», составленном по результатам VIII ревизии 1864 года, Джалаир — владельческая татарская деревня, с 5 дворами, 77 жителями и мечетью при колодцах. По обследованиям профессора А. Н. Козловского 1867 года, вода в колодцах деревни была пресная, а их глубина достигала 15—20 саженей (31—42 м). На трёхверстовой карте Шуберта 1865—1876 года в деревне Джелаир показаны 9 дворов). В «Памятной книге Таврической губернии 1889 года», включившей результаты Х ревизии 1887 года, в деревне Джалаир числилось 10 дворов и 42 жителя. Согласно «…Памятной книжке Таврической губернии на 1892 год», в деревне Джелаир, входившей в Азгана-Карынский участок, было 14 жителей в 3 домохозяйствах.
Земская реформа 1890-х годов в Евпаторийском уезде прошла после 1892 года; в результате Джалаир приписали к Коджанбакской волости. Сохранился документ о выдаче ссуды неким Буглаковым, Церр, Фогелю, Гарвардтам, Бабьеву, Деменко, Парфенову, Кайзерам и др. под залог имения при деревне Джелаир от 1896 года. По «…Памятной книжке Таврической губернии на 1900 год», в деревне числилось 52 жителя в 12 дворах. По Статистическому справочнику Таврической губернии. Ч.II-я. Статистический очерк, выпуск пятый Евпаторийский уезд, 1915 год, в селе Джелаир (вакуф) Коджамбакской волости Евпаторийского уезда числилось 14 дворов с татарским населением в количестве 73 человек приписных жителей, из которых 36 мужчин и 37 женщин. Жители землёй не владели, на вакуфе числилось 238 десятин удобной земли. В хозяйствах имелось 32 лошади, 12 волов, 11 коров и 140 голов мелкого скота.
После установления в Крыму Советской власти, по постановлению Крымревкома от 8 января 1921 года № 206 «Об изменении административных границ» была упразднена волостная система и в составе Евпаторийского уезда был образован Бакальский район, в который включили село, а в 1922 году уезды получили название округов. 11 октября 1923 года, согласно постановлению ВЦИК, в административное деление Крымской АССР были внесены изменения, в результате которых округа были отменены, Бакальский район упразднён и село вошло в состав Евпаторийского района. Согласно Списку населённых пунктов Крымской АССР по Всесоюзной переписи 17 декабря 1926 года, в селе Джелаир (татарский), Кара-Найманского сельсовета Евпаторийского района, числилось 18 дворов, из них 17 крестьянских, население составляло 78 человек, все татары. Постановлением ВЦИК РСФСР от 30 октября 1930 года был создан Ишуньский район, уже как национальный украинский и село включили в его состав, а после создания в 1935 году Ак-Шеихского района (переименованного в 1944 году в Раздольненский) село включили в его состав. По данным всесоюзная перепись населения 1939 года в селе проживало 110 человек.
В 1944 году, после освобождения Крыма от фашистов, согласно Постановлению ГКО СССР № 5859 от 11 мая 1944 года, 18 мая крымские татары были депортированы в Среднюю Азию. Указом Президиума Верховного Совета РСФСР от 18 мая 1948 года Джелаир татарский переименовали в Пархоменко. 26 апреля 1954 года Крымская область была передана из состава РСФСР в состав УССР. Ликвидировано до 1960 года, поскольку в «Справочнике административно-территориального деления Крымской области на 15 июня 1960 года» селение уже не значилось (согласно справочнику «Крымская область. Административно-территориальное деление на 1 января 1968 года» — в период с 1954 по 1968 годы как село Гришинского сельсовета).